# Ponchi Morpurgo
María Alfonsina Morpurgo, más conocida por su nombre artístico Ponchi Morpurgo (Buenos Aires, Argentina, 29 de mayo de 1933-27 de febrero de 2022) fue una escenógrafa y diseñadora de vestuario de cine, teatro, ópera y televisión argentina.
A lo largo de su exitosa carrera realizó más de 100 producciones artísticas, destacándose por su talento y creatividad en distintas áreas del arte y el espectáculo.

## Carrera

### Temprana
Hija del destacado director de orquesta, compositor y violoncelista Adolfo Morpurgo, profesor en la UNLP, donde compuso el Himno de la Universidad y además fue quien trajo la ópera de cámara a la ciudad de Buenos Aires. Su padre esperaba que su hija sea pianista, de hecho llegó a acompañarlo en conciertos, pero finalmente logró decirle que su pasión estaba en el dibujo. Sus primeros pasos en la escenografía fueron en producciones de su padre a una temprana edad. Luego, Ponchi asistió a la Escuela Nacional de Bellas Artes Prilidiano Pueyrredón, para continuar sus estudios de escenografía en la Escuela Superior de Bellas Artes Ernesto de la Cárcova, ambas en la ciudad de Buenos Aires en donde tuvo como profesor a Rodolfo Franco. Allí estudió junto a Federico Padilla, Claudio Segovia, Guillermo de la Torre, Leo Vinci o Julio Le Parc, en un ambiente de gran camaradería y amistad.

### Media
En 1960 comenzó a trabajar en canal 13 que fue en sus inicios una gran escuela para el cine por los tiempos rápidos que maneja la televisión sirviéndole para aplicar esas técnicas en los rodajes cinematográficos. Allí se formó con un equipo liderado por cubanos que tenían mucha experiencia televisiva en Estados Unidos. 
“En ese entonces nos hicieron trabajar la gama de verdes para que diera mejor gris que el blanco y negro, que no se permitían. Las cámaras eran más rudimentarias que hoy, tenían menos definición, tenían un grano más grueso. Allí trabajamos todo de cero, los fondos, los forillos, todo pintado a mano, no había fotografías o gigantografías. Vinieron pintores del Teatro Colón y del Teatro Cervantes a pintar, era una escuela de aprendizaje”
Fue creadora de las emblemáticas escenografías en los primeros programas televisivos de Alejandro Romay y Gerardo Sofovich. En paralelo al trabajo en televisión, continuó diseñando escenografía y vestuario para cine, teatro, ópera y televisión por más de seis décadas. Su vasto conocimiento le permitió realizar diseños novedosos e impactantes cuidando cada detalle, con gran precisión según el estilo o la época en la que se encontraban sus personajes.

## Trayectoria
Trabajó en cine con directores como Manuel Antín, Leopoldo Torre Nilsson. En teatro con directores como Oscar Barney Finn, Héctor Schargorodsky, Alejandra Boero, Roberto Nicolás Medina, Jorge Hacker, Antonio Ugo, José Santiso, Ana D`anna, Roberto Aulés, Ariel Keller, Esteban Serrador, María Herminia. En televisión con Oscar Bertotto, Juan David Elicetche, Gerardo Sofovich, Lito de Filippis o Juan David Elicetche.
Sus diseños de vestuario fueron parte de icónicos personajes a lo largo de las décadas, interpretados por actores como: Hilda Bernard, Maurice Jouvet, Teresa Blasco, Lydia Lamaisón, Ulises Dumont, Osvaldo Pacheco, Pepe Soriano, Juan José Camero, Oscar Martínez, Héctor Alterio, Graciela Borges, Jorge D'Elía, Eduardo Blanco, Santiago Bal, Juan Carlos Calabró, Emilio Disi, Raúl Taibo, Mario Pasik, Pablo Alarcón, Juan Manuel Gil Navarro, Arnaldo André, Luisa Kuliok, Cecilia Roth, Ingrid Pelicori, Grecia Colmenares, Lautaro Murúa, Fernando Lúpiz, Boy Olmi, Graciela Alfano, Gianni Lunadei, Leandro Amigo, Pedro Cano, Eduardo Grosso, Luis Mazzeo, Silvia Millet, Carlos Sturze, Felisa Yeni, Ángel Camarata, Ana María Castel, Juan Carlos Posik, Ricardo Lavié, Alejandro Marcial, Mariano Volpe, Mario Alarcon, Andrea Citinetti, Livia Fernan, Sandro Lasowisky, Carlos Leonhardt, Héctor Nogués, Laura Palmucci, Ana María Castel, Marita Picasso, Loreley Postolovsky, Nelly Zunino, Eva Dongé, Walter Santa Ana, Catalina Speroni, Alicia Berdaxagar, Gloria Ferrandiz, Carlos Muñoz, Esteban Serrador, Paquita Vehi, Eleonora Wexler, Pablo Shilton, Silvina Sabater, Silvina Bosco, Adolfo Yanelli, Alicia Schilman, Camila Mansilla, Claudio Méndez Casariego, Pablo Lombardo, Nini Gambier, Antonio Grimau, Cristina Alberó, Dora Prince, Eva Dongé, Luis Dávila, Cristina Murta, Ana Casares, Omar Delli'Quadri, Olga Hidalgo, Liria Marín, Alba Castellanos, Jorge Morales, Héctor Pellegrini, Josefina Ríos, Lita Soriano, Marta González, Juan Ignacio Machado, Julieta Fazzari, Mercedes Alonso, Juan Darthés, Humberto Serrano, Coni Vera, Graciela Cimer, Oscar Ferreiro, Gilda Lousek, Gabriela Gili, Celeste Carballo, Óscar Cardozo Ocampo, Paula Pourtale, Juan Peña, Adela Gleijer, Jorge Sassi, Clotilde Borella, Boris Rubaja, María Concepción César, Diana Ingro, Elvia Andreoli, Leonor Manso, Rey Charol, Cristina Rozadilla, Antonio Caride, Cristina Alberó, Alberto Argibay, Alicia Zanca, Horacio Ranieri, Elsa Berenguer, Isidro Fernán Valdez, Cecilia Maresca, Héctor Pellegrini, Alejandro Escudero, Roberto Ivañez, Rodolfo Brindisi, Paquita Muñoz, Virginia Faiad, Flora Bloise, Isabel Spagnuolo, Nya Quesada, Jorge Martínez, Gustavo Garzón, Raúl Rizzo, Lita Soriano, Tincho Zabala, María Rosa Gallo, Aldo Barbero, Ana María Campoy, Marta Albertini, Alfredo Iglesias, Néstor Hugo Rivas, Dora Prince, Osvaldo Laport, Jorge Marrale, Rita Terranova, Marta Albertini, Pablo Brichta, Edda Bustamante, Susana Lanteri, Ernesto Larresse, Norberto Díaz, Alejandra Abreu, Graciela Baduan, Silvia Baylé, Noemí Morelli, Virginia Lago, Ignacio Quirós, entre otros.

## Vida personal
Estuvo casada con el reconocido director de cine Manuel Antín, con quien trabajó en numerosas películas. Su hija María Marta Antín es arquitecta y su hijo Juan Antín es director de cine de animación.

## Actividad académica
Fue profesora de Escenografía y Vestuario en la Escuela Nacional de Arte Dramático (1977-1991) y de Dirección de Arte en la Universidad del Cine (1991-2022), en donde creó el Taller de Escenografía de la FUC. Dictó seminarios en el Instituto de Museología, la Escuela de Bellas Artes Prilidiano Pueyrredón e Instituto Superior de Arte del Teatro Colón. A lo largo de los años, gracias a su gran labor docente colaboró en la formación de varias generaciones de cineastas argentinos y del extranjero.

## Filmografía

### Directora de arte
- 1987, Memorias y olvidos
- 1986, Malayunta
- 1985, Luna caliente
- 1982, La invitación
- 1978, Allá lejos y hace tiempo
- 1977, El soltero
- 1972, La sartén por el mango
- 1972, Juan Manuel de Rosas
- 1970, El santo de la espada
- 1969, Don Segundo Sombra
- 1968, Somos los mejores
- 1968,  Martín Fierro
- 1966, Castigo al traidor
- 1965, Psique y sexo  episodio: La estrella del destino.
- 1965, Intimidad de los parques
- 1964, Circe
- 1964, La herencia
- 1962, El perseguidor
- 1962, La cifra impar
- 1962, Los venerables todos (no estrenada comercialmente)

## Televisión

### Escenógrafa y vestuarista en Canal 2, 9 y 13
- 2000, Los Iturralde
- 1998-2000, Yo amo a la TV
- 1993-1994, Alta Comedia
- 1993, Dale, Loly!
- 1991, Cosecharás tu siembra
- 1989, La extraña dama
- 1988, Pasiones
- 1986, La viuda blanca
- 1984, Amo y señor
- 1982, Los exclusivos del nueve[5]
- 1982, Llévame contigo
- 1980, Trampa para un soñador

## Teatro

### Escenógrafa y vestuarista
- 1994, Relaciones peligrosas
- 1993, En familia
- 1988, Ofelia o la pureza
- 1982, Despedida en el lugar  (parte del evento Teatro Abierto)
- 1978, Doña Disparate y Bambuco
- 1977, El perro mágico
- 1974, Barranca Yaco
- 1968, La valija
- 1967, La dama de los racimos
- 1966, El caballero de las espuelas de oro
- 1966, Orfeo en las tinieblas
- 1965, Viejo matrimonio
- 1965, Acto rápido
- 1963, Doña Disparate y Bambuco
- El violinista en el tejado

## Ópera

### Diseño de vestuario
- 2013, El barbero de Sevilla
- 2011, Il Trovatore
- 2009, La viuda alegre
- 2007, Rigoletto
- Manon Lescaut
- Romeo y Julieta
- Falstaff
- Tosca

## Premios y distinciones
- 2001, Premio Konex de Vestuario. Diploma al Mérito en el rubro Espectáculos de la Fundación Konex.[6]

Festival Internacional de Cine de Venecia'
| Año  | Categoría         | Película       | Resultado |
| 1962 | Mejor ópera prima | La cifra impar | Ganadora  |